# Cambium Networks
Cambium Networks es un proveedor de infraestructura inalámbrica que ofrece conexión inalámbrica fija y Wi-Fi a empresas y proveedores de servicios de banda ancha para proporcionar acceso a Internet. Es una empresa estadounidense de infraestructura de telecomunicaciones que proporciona tecnología inalámbrica, incluido Enterprise WiFi, soluciones de conmutación, Internet de las cosas y banda ancha inalámbrica fija y Wi-Fi para empresas. Cotizado públicamente en la bolsa de valores NASDAQ, se separó de Motorola en octubre de 2011.

## Productos
Cambium Networks fabrica backhaul punto a punto, red de área amplia (WAN) de comunicación punto a multipunto, acceso Wi-Fi en interiores y exteriores y sistemas de administración de red basados en la nube. En 2020, la compañía colaboró con Facebook para agregar la tecnología de redes de malla Terragraph que permite conexiones a Internet de alta velocidad donde no es viable tender cables de fibra óptica. A partir de 2021, la empresa ha enviado 10 millones de radios.
Los productos están disponibles en configuraciones punto a punto y punto a multipunto. Su solución inalámbrica fija cnWave proporciona rendimientos de varios gigabits. Incluye tanto los productos originales diseñados por Motorola que usan el protocolo Canopy como los backhauls PtP que fueron renombrados de Orthogon Systems, que Motorola adquirió en 2006. Las soluciones de Cambium Networks son utilizadas por proveedores de servicios de banda ancha y proveedores de servicios administrados para conectar ubicaciones comerciales y residenciales en ubicaciones urbanas densas, suburbanas, rurales y remotas, que incluyen educación y atención médica.

### Conmutación y Wi-Fi empresarial
Cambium Networks también fabrica puntos de acceso Wi-Fi de LAN inalámbrica (WLAN) que incluyen Wi-Fi 6E y conmutadores inteligentes junto con sistemas de gestión en la nube. En 2022, Spectralink agregó interoperabilidad con puntos de acceso de Cambium Networks y teléfonos y dispositivos Wi-Fi como parte de su programa de certificación inalámbrica empresarial.

## Historia
Cambium Networks se creó cuando Motorola Solutions vendió los negocios Canopy y Orthogon en 2011. Cambium desarrolló la plataforma y la expandió a tres líneas de productos: punto a punto (PTP) (anteriormente Orthogon), punto a multipunto (PMP) (anteriormente Canopy) y ePMP. En 2018, CIO Review nombró a Cambium en su lista de los 20 proveedores de soluciones de tecnología inalámbrica más prometedores. En julio de 2019, Cambium adquirió Xirrus de Riverbed Technology. En junio de 2019, la empresa cotizó en la Bolsa de Valores de NASDAQ en una oferta pública inicial que recaudó 70 millones de dólares. Los miembros operadores de la red WISPA votaron a Cambium Networks como el "Fabricante del año" de 2017 a 2020.
La tecnología compite con WiMAX, LTE y otros productos móviles de largo alcance, pero no efectivamente con Internet por cable, que es capaz de velocidades mucho más rápidas y no tiene demora de ida y vuelta de etransmisión inalámbrica. Sin embargo, las implementaciones competentes de Canopy, como la iniciativa Broadband for Rural Nova Scotia, han demostrado que VoIP, juegos y otras aplicaciones de baja latencia funcionan de manera aceptable en este sistema y en áreas de clima desafiante, incluidas condiciones de viento fuerte (que hacen que las antenas se muevan y afecten las conexiones).

### Configuración típica

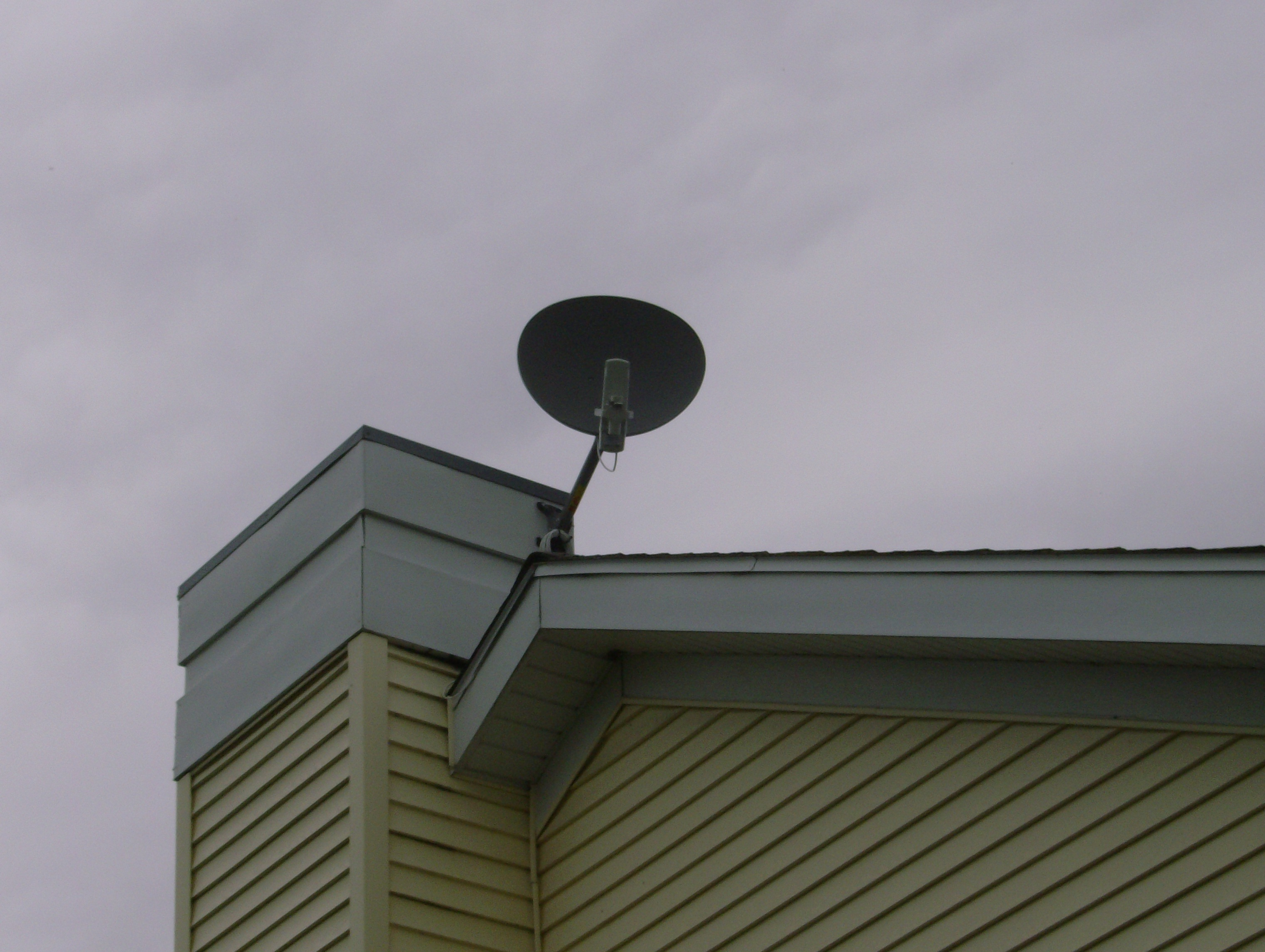
Un módulo de suscriptor de 2,4 GHz con plato reflector

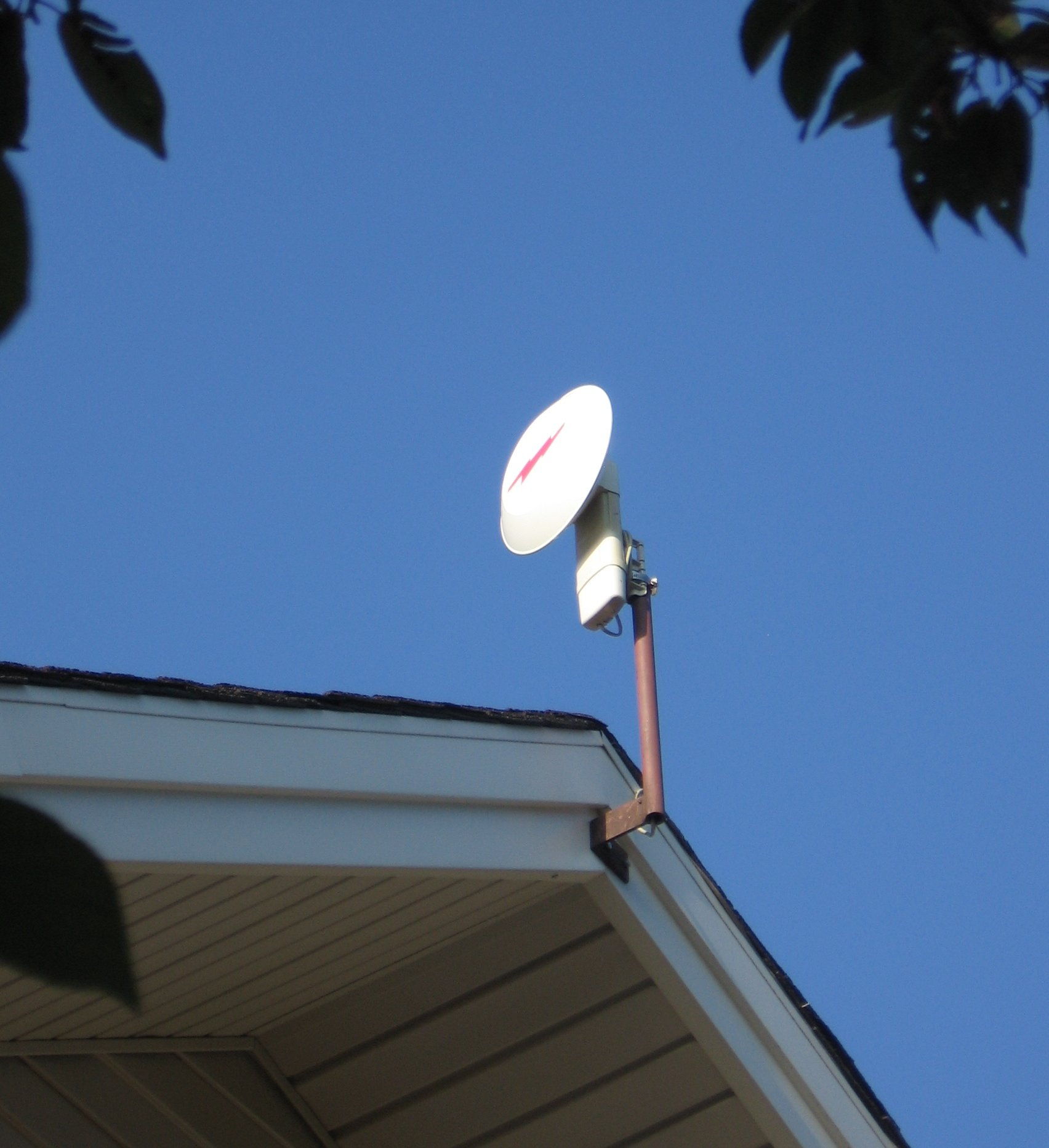
Un módulo suscriptor de 5,2 GHz con una antena pasiva 'Stinger'

Una configuración típica de Canopy consta de un grupo de hasta seis puntos de acceso estándar (AP) coubicados, cada uno con una antena de ancho de haz horizontal de 60 grados, para lograr una cobertura de 360 grados. Los puntos de acceso más utilizados están disponibles en modelos de 120, 180 o 360 grados para cobertura basada en el sitio, lo que reduce la cantidad de puntos de acceso necesarios en una torre. También se incluirían uno o más backhauls o enlaces fuera de banda (para transportar datos hacia/desde otras ocasiones de la red) y un Módulo de administración de clústeres (CMM) para proporcionar energía y sincronización a cada Canopy AP o Backhaul Module (BM).
Los clientes del sistema reciben el servicio a través de módulos suscriptores (SM) dirigidos hacia el AP. Los SM deben montarse en el punto más alto de un edificio para obtener una conexión confiable; de lo contrario, la obstrucción de la zona de Fresnel debilitará la señal. En condiciones ideales de funcionamiento, el sistema puede comunicarse a distancias de 3,5 a 15 millas (5,6 a 24,1 km) dependiendo de la frecuencia utilizando equipos con antenas integradas. Los operadores de red pueden optar por instalar platos reflectores o antenas Stinger o usar modelos Canopy que aceptan antenas externas en uno o ambos extremos del enlace para aumentar la distancia de cobertura.
La mayoría de los equipos de Canopy reciben su energía mediante Power over Ethernet, sin embargo, ninguno de sus estándares cumple con IEEE 802.3af. Un cliente puede consultar el estado de su SM al ver la URL 169.254.1.1/main.cgi con un navegador web (a menos que el operador de la red use una dirección IP diferente o haya puesto al suscriptor en una VLAN.
En general, la versión de 900 MHz es más efectiva para usar en áreas periféricas debido a su capacidad para penetrar árboles. Sin embargo, requiere una instalación cuidadosa debido a la fácil propagación de interferencias en esa banda. Otras frecuencias actualmente disponibles son 2.4 GHz, 5,2 GHz, 5,4 GHz y 5,7 GHz.

### Comparación con otros sistemas de redes inalámbricas
Si bien Cambium ofrece productos compatibles con los protocolos Wi-Fi (principalmente la gama cnPilot y los productos de su adquisición Xirrus), la mayoría de sus productos de largo alcance para exteriores funcionan exclusivamente con los protocolos patentados TDMA Canopy o Cambium en código FPGA personalizado. Estos están altamente optimizados para sincronización GPS, reutilización de frecuencia, baja latencia y supervivencia de largas distancias/alta interferencia.
Las versiones de este protocolo incluyen:
- PMP100 - Sistema basado en FSK que funciona en canales de 8Mhz (en 900mhz) o 20Mhz (en 2.4Ghz, 5Ghz). Ofrece <5mbps en 900mhz o <14mbps en las otras frecuencias.
- PMP320: el sistema basado en WiMAX 802.16e, que surgió de su adquisición de Nextnet, por lo tanto, tiene diferencias de arquitectura con respecto a la mayoría de los otros productos. Solo banda de 3 GHz y canales de 5/7/10 MHz, ofrece un rendimiento de hasta 45 Mbps en el tamaño del canal de 10 MHz, pero eso rara vez se logró.
- PMP400: primer producto basado en OFDM, canales de 10 MHz, velocidades de hasta 20 Mbps. Solo banda de 5ghz.
- PMP430: evolución de OFDM, tamaño de canal 5/10/20 MHz, velocidades de hasta 50 Mbps en el tamaño de canal más grande. Solo banda de 5ghz.
- PMP450 - gran familia de productos OFDM. Cobertura de banda de 900Mhz, 2.4Ghz / 3Ghz / 5Ghz, tamaños de canal de 5-40Mhz. Puede hacer 200Mbps+ en canales de 40Mhz. Los puntos de acceso Medusa MU-MIMO permiten múltiples flujos simultáneamente, por lo tanto, pueden lograr 1 Gbps+ de rendimiento dividido entre múltiples clientes en un canal de 40 MHz.
- Protocolos "Orthogon": provienen de la adquisición de Orthogon Systems. Los protocolos tienen una gran cantidad de subportadoras que permiten poderosas capacidades sin línea de visión. Las familias de productos solo de 5Ghz incluyen PTP400 (OS-Gemini), PTP600 (OS-Spectra), PTP300/500 y PTP 650/670/700. Estas familias no son compatibles con el protocolo entre sí, y algunos productos diferentes tienen limitaciones de compatibilidad de protocolo dentro de la familia. En comparación, el PTP250 fue uno de los primeros intentos de chipset Wi-Fi y el PTP550 es un producto basado en ePMP.
- ePMP: esta es la línea de valor, a diferencia de las otras, estas se basan en conjuntos de chips Wi-Fi básicos, con el protocolo avanzado implementado en el software. Los números de PPS son más bajos pero aún muy superiores a los de los productos competitivos basados en Wi-Fi. Mantiene las ventajas que incluyen la sincronización GPS y la reutilización de frecuencias. Ofrecen soporte de tamaño de canal de 10/20/40/80Mhz, con 160Mhz en desarrollo.

Estos productos son de tecnología inalámbrica fija. Los productos del protocolo Canopy tienen muchas ventajas sobre Wi-Fi y otros protocolos de red de área local inalámbrica :
- El tiempo de transmisión se controla explícitamente, de modo que todos los puntos de acceso (AP) en todas las torres pueden sincronizarse mediante módulos de administración de clústeres (CMM) para evitar interferencias. Los AP de la misma banda se pueden colocar uno al lado del otro, y las unidades consecutivas pueden usar exactamente la misma frecuencia.
- Diseñado para el uso del proveedor de servicios de Internet inalámbrico (WISP); basado en sondeos (evita que un módulo de suscriptor "agarre" el ancho de banda), excelente rechazo de interferencias y fácil administración.
- Fácil de instalar y configurar.
- Sistema TDMA y diseño de radio optimizado que permite comunicaciones de largo alcance, a menudo más de 10 km

Sus principales desventajas son:
- Propiedad
- Menos fiable que los sistemas cableados